# Krystyna Chwin
Krystyna Chwin z domu Turkowska, ps. Krystyna Lars (ur. 10 grudnia 1950 w Ełku) – polska pisarka, redaktorka, wydawca.

## Życiorys
Urodziła się w Ełku. W 1971 roku poślubiła Stefana Chwina, literaturoznawcę i pisarza. Rok później ukończyła studia polonistyczne na Uniwersytecie Gdańskim. Zatrudniona była na stanowisku II sekretarza redakcji miesięcznika „Autograf”, członka redakcji warszawskiego dwutygodnika literackiego „Potop”, w latach 1991–2002 pełniła funkcję redaktora naczelnego gdańskiego pisma literacko-artystycznego „Tytuł”. Pracowała w TVP Gdańsk, gdzie pełniła funkcję kierownika działu kulturalnego i dyrektora programowego. Redagowała telewizyjne programy artystyczne. W 2009 roku została członkiem Kongresu Kultury Polskiej Obywatelskiego Komitetu Mediów Publicznych. Utwory poetyckie publikowała na łamach periodyków: „Powściągliwość i Praca”, „Odra”, „Kresy”, „Pomerania”, „Tytuł”, „Topos”. Tomy wierszy wydawała pod pseudonimem Krystyna Lars. Publikowała także zbiory literackie wspólnie z mężem, używając pseudonimu Max Lars.
Członkini Stowarzyszenia Pisarzy Polskich, Polskiego PEN Clubu, Stowarzyszenia Konserwatorów Zabytków, Stowarzyszenia Polska-Niemcy.
Mieszka w Gdańsku. Matka Marcina Rafała (ur. 1971) i Adama Juliusza (ur. 1979).

## Twórczość literacka

### Tomy poetyckie wydane pod pseudonimem Krystyna Lars
- Ja, Gustaw (1981)[11]
- Chirurgia mistyczna (1985)[12]
- Kraina pamiątek. Ciekawe i pouczające sceny z życia kobiet i mężczyzn spisane podczas podróży do Europy (1991)[13]
- Umieranki i inne wiersze (2000)[14]
- Zaprosimy do nieba cały świat (2013)[15]
- Proste wiersze o szczęściu (2015)[16]
- Światło w Zatoce. Wiersze Gdańskie (2021)[17]

### Utwory literackie wydane wspólnie z mężem
- Ludzie-skorpiony. Przygoda Joachima El Toro na wyspach archipelagu San Juan de la Cruz (1985)[18]
- Człowiek-litera. Przygody Aleksandra Umwelta podczas akcji specjalnej w Górach Santa Cruz (1989)[19]
- Wspólna kąpiel (2000)[20]

### Inne książki
- Gdańsk według Stefana Chwina (2008)[21]

## Odznaczenia
- Medal za Długoletnie Pożycie Małżeńskie (2021)[22]

## Nagrody i wyróżnienia
- Nagroda Prezydenta Miasta Gdańska w Dziedzinie Kultury za całokształt twórczości oraz z okazji jubileuszu 20-lecia Stowarzyszenia Pisarzy Polskich (2010)[23]
- Nagroda Miasta Gdańska w Dziedzinie Kultury „Splendor Gedanensis” (wraz z mężem) za dwa, stanowiące całość tomy: Miłosz. Interpretacje  i świadectwa autorstwa Stefana Chwina oraz Miłosz. Gdańsk i okolice. Relacje - Dokumenty - Głosy, pod redakcją Krystyny Chwin i Stefana Chwina (2012)[24]
- Stypendium w dziedzinie kultury Miasta Gdańska (2023)[3]